# Caledothele australiensis
Caledothele australiensis är en spindelart som först beskrevs av Raven 1984.  Caledothele australiensis ingår i släktet Caledothele och familjen Dipluridae.
Artens utbredningsområde är Victoria, Australien. Inga underarter finns listade.